# Franck Bonnamour
Franck Bonnamour (Lannion, Costes del Nord, 20 de juny de 1995) és un ciclista francès, professional des del 2016 i actualment a l'equip B&B Hotels-KTM. En el seu palmarès destaca el Premi de la combativitat Combativitat al Tour de França de 2021.

## Palmarès
- 2012
  - Vencedor d'una etapa a la Lieja-La Gleize
- 2013
  -  Campió d'Europa júnior en Ruta
  - Vencedor d'una etapa als Boucles del Cantó de Trélon
- 2015
  - 1r a La Melrandaise
  - 1r al Souvenir Louison-Bobet
  - 1r al Gran Premi Gilbert Bousquet
- 2021
  -  Vencedor del Premi de la combativitat al Tour de França
- 2022
  - 1r a la Polynormande

### Resultats al Tour de França
- 2021. 22è de la classificació general.  Combativitat
- 2022. 66è de la classificació general